# كتيب (دعاية)

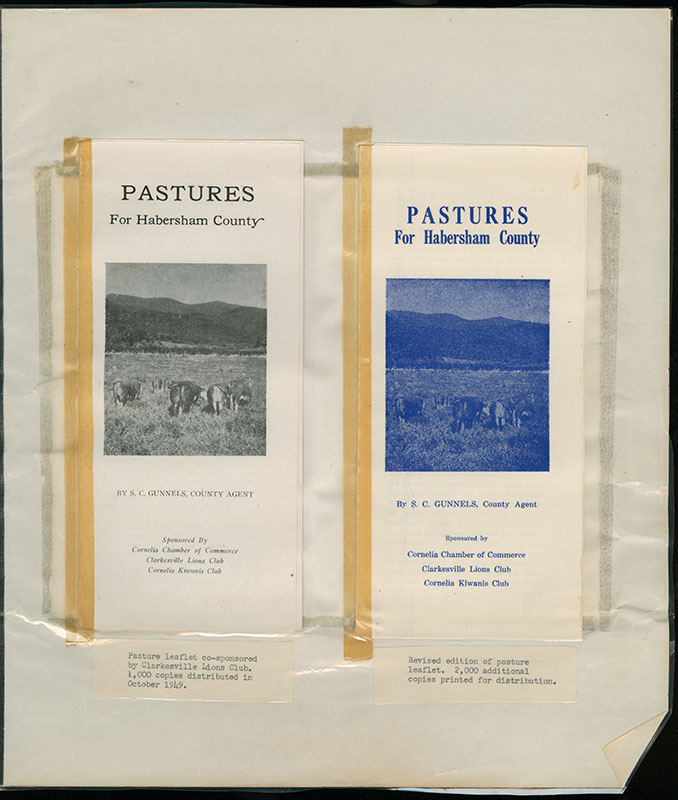
مثال عن كتيبات

الكُتَيِّب أو المطوية أو النشرة أو المنشور هو مستند ترويجي يستخدم لتقديم شركة أو مؤسسة أو منتجات أو خدمات وإبلاغ الزبائن المحتملين أو أفراد الجمهور بالمزايا. على الرغم من أنه ، في البداية ، مستند ورقي يمكن طيه في قالب أو كُرَّاس وقد يكون الكتيب مجموعة من الأوراق غير المطوية ذات الصلة الموضوعة في مجلد الجيب أو الحزمة أو يمكن أن تكون بتنسيق رقمي.

طرق مختلفة لطوي الكتيب